# Institut météorologique norvégien
L'Institut météorologique norvégien (en norvégien Meteorologisk Institutt) est l'organisme national norvégien de la météorologie et des prévisions météorologiques. Fondé en 1866, il est basé en trois lieux (Oslo, Bergen et Tromsø), emploie environ 500 employés et 650 observateurs dans tout le pays.
L'institut est membre de l'Organisation météorologique mondiale, du Centre européen de prévision météorologique à moyen terme, d'EUMETSAT et du GIE Eumetnet.

## Histoire
L'institut météorologique norvégien fut fondé le 1er décembre 1866 avec l'aide de l'astronome et météorologue norvégien Henrik Mohn, qui en a assuré la direction jusqu'en 1913,. Il est crédité de la fondation de la recherche météorologique en Norvège. L'abréviation MET Oslo ou MET OSLO est utilisée depuis longtemps à l'international; l'Organisation météorologique mondiale, par exemple, a recommandé en 1956 que ses membres fassent référence à cet institut sous le nom de MET OSLO.

## Mission
L'Institut météorologique norvégien est responsable des services météorologiques publics à des fins civiles et militaires. Il veille à ce que les autorités, l'industrie, les institutions et le grand public soient informés de événements météorologiques menaçants, puissent planifier leurs actions quotidiennes et aient les informations nécessaires pour protéger l'environnement.
L'institut représente aussi la Norvège au sein d'organisations internationales telles que l'Organisation météorologique mondiale (OMM), le Centre européen pour les prévisions météorologiques à moyen terme (CEPMMT) et EUMETSAT. L'Institut est également partenaire d'un certain nombre de projets internationaux de recherche et de surveillance, notamment l'EMEP, MyOcean, MyWave et le Système océanographique opérationnel du plateau du Nord-Ouest (NOOS).

## Structure et activités
L'institut compte environ cinq cents employés et quelque 650 observateurs à temps partiel dans le pays. Son quartier général à Oslo comprend cinq divisions :
- la prévision météorologique ;
- le réseau d'observation ;
- le centre de développement des services météorologiques ;
- l'informatique ;
- la recherche et le développement.

### Prestation de service
L'institut avec ses trois succursales à Oslo (siège social), Bergen (Centre de prévision météo pour l'Ouest de la Norvège) et Tromsø (Centre de prévision météo pour la Norvège du Nord) fournit des prévisions météorologiques pour la Norvège et les eaux norvégiennes ainsi que des services plus spécialisés tels que la surveillance des glaces, les déversements d'hydrocarbures et les prévisions météorologiques pour la recherche et sauvetage en mer. Les prévisions maritimes des paramètres de l'état de la mer sont diffusées commercialement aux compagnies pétrolières et plus généralement au public.
L'Institut collecte et diffuse aussi les données météorologiques récoltées en Norvège et dans les zones maritimes adjacentes, dont celles des îles Svalbard et de la mer de Barents. Il étudie le climat norvégien et met à la disposition des utilisateurs le résultat de cette étude. Ces services sont fournis par le service en ligne gratuit, lancé en 2007.

### Réseau d'observation
L'institut est responsable du maintien, de la vérification de la qualité, de l'archivage et de la mise à jour du réseau d'observation constitué de stations météorologiques automatisées, de radiosondes et de radars météorologiques. Les observations marines de la hauteur des vagues et d'autres paramètres océanographiques recueillis par les plates-formes pétrolières dans les eaux norvégiennes sont également archivées par l'institut.
Il a également exploité le dernier navire météorologique de l'OMM, le MS Polarfront, stationné dans l'Atlantique Nord jusqu'à sa mise au rancard en raison de problèmes budgétaires le 1er janvier 2010 et remplacé par les données des satellites météorologiques et de bouées.

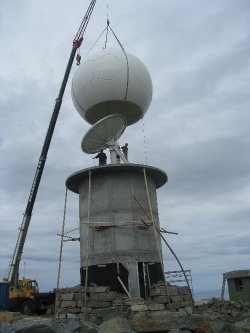
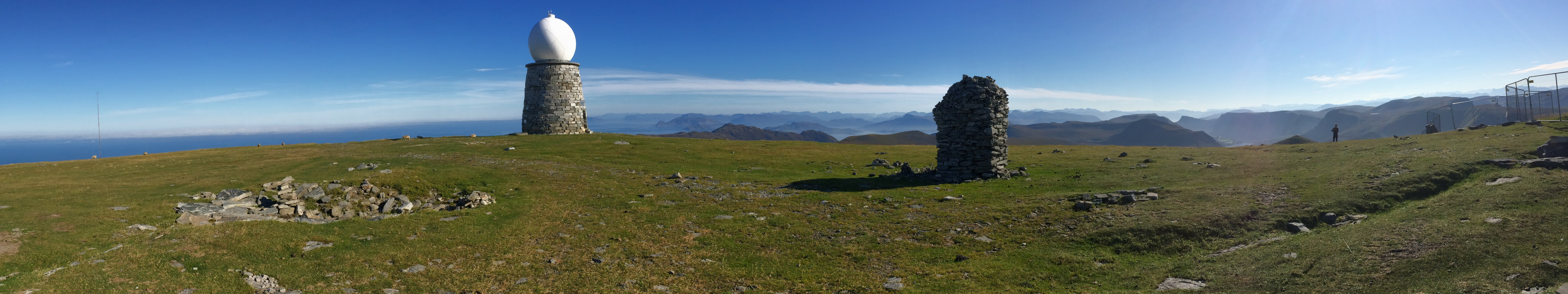
Radar météorologique de Vestkapp dans le comté de Sogn og Fjordane. Vue de la construction en 2009 lors de la pose du radôme à gauche et vue panoramique du site en 2014 où on voit que la tour en pierre naturelle s'agence avec un cairn.

### Modèles de prévision numérique
L'institut émet des prévisions météorologiques opérationnelles en utilisant différents modèles de prévision numérique du temps, y compris le modèle unifié du Met Office britannique et le modèle HIRLAM européen. Les prévisions sont sujettes à des modifications introduites par les prévisionnistes humains avant leur publication. L'institut gère également une série de modèles océaniques opérationnels allant de vingt à moins d'un kilomètre de résolution. La suite de modèles comprend actuellement le modèle océanique de Princeton (POM) ainsi que le plus récent système régional de modélisation océanique (ROMS). Le modèle WAM est opérationnel depuis 1998 sur un certaines résolutions allant de 50 à 4 km tandis que le modèle SWAN a été implémenté pour les applications côtières à haute résolution (résolution de réseau de moins d'un kilomètre).

### Directeurs
- Henrik Mohn (1866-1913)
- Aksel Steen (1914-1915)
- Hans Theodor Hesselberg (1915-1955)
- Ragnar Fjørtoft (1955-1978)
- Kaare Langlo (en) (1978-1983)
- Arne Grammeltvedt (1984-1998)
- Anton Eliassen (en) (1998-2016)
- Roar Skålin (2017– )